# Vilar de Besteiros
Vilar de Besteiros is een plaats (freguesia) in de Portugese gemeente Tondela en telt 931 inwoners (2001).